# DreamWorks Animation
DreamWorks Pictures – amerykańska wytwórnia filmowa, zajmująca się produkcją i dystrybucją filmów i programów telewizyjnych.

## Historia
Firma DreamWorks została założona w 1994 roku przez Davida Geffena, Stevena Spielberga oraz Jeffreya Katzenberga. Jej początkowa nazwa DreamWorks SKG pochodziła od inicjałów nazwisk współzałożycieli.
W 1996 roku jako pododdział studia powstała wytwórnia muzyczna DreamWorks Records, jednak nigdy nie spełniła pokładanych w niej nadziei i została sprzedana w październiku 2003 koncernowi Universal Music Group.
Największe sukcesy finansowe firma DreamWorks odnosiła w produkcji filmowej, szczególnie w filmach animowanych. Część firmy DreamWorks zajmująca się animacją, po połączeniu z firmą Pacific Data Images utworzyła DreamWorks Animation, która początkowo wchodziła w skład DreamWorks SKG. Po sukcesie kasowym Shreka 2 z 2004 roku, który okazał się najbardziej kasowym filmem animowanym wszech czasów, DreamWorks stała się głównym rywalem firmy Pixar w erze komputerowo generowanych filmów animowanych. W tym samym roku DreamWorks Animation stała się osobną spółką notowaną na giełdzie.
Wytwórnia została przejęta przez Paramount Pictures w 2006 roku, a w 2019 właścicielem wytwórni został Comcast właściciel m.in. Universal Pictures.

## Produkcja i dystrybucja

### Filmy aktorskie
- Amistad (1997)
- Polowanie na mysz (Mouse Hunt, 1997)
- Peacemaker (The Peacemaker, 1997)
- Dzień zagłady (1998)
- Paulie – gadający ptak (Paulie, 1998)
- Książę Egiptu (The Prince of Egypt, 1998)
- Szeregowiec Ryan (Saving Private Ryan, 1998)
- Mali żołnierze (Small Soldiers, 1998)
- Podróż przedślubna (Forces of Nature, 1999)
- List miłosny (The Love Letter, 1999)
- Galaxy Quest - Ko(s)miczna załoga (Galaxy Quest, 1999)
- Nawiedzony – niektóre domy rodzą się złe (The Haunting, 1999)
- American Beauty (1999)
- W moich snach (In Dreams, 1999)
- U progu sławy (Almost Famous, 2000)
- Walk the Talk (2000)
- Numer stulecia (Lucky Numbers, 2000)
- Co kryje prawda (What Lies Beneath, 2000)
- Poznaj mojego tatę (Meet the Parents, 2000)
- Ostra jazda (Road Trip, 2000)
- Gladiator (2000)
- Cast Away: Poza światem (Cast Away, 2000)
- Co za tupet! (An Everlasting Piece, 2000)
- Klątwa skorpiona (The Curse of the Jade Scorpion, 2001)
- Piękny umysł (A Beautiful Mind, 2001)
- Ostatni bastion (The Last Castle, 2001)
- A.I. Sztuczna inteligencja (A.I., 2001)
- Mexican (The Mexican, 2001)
- Koniec z Hollywood (Hollywood Ending, 2002)
- Złap mnie, jeśli potrafisz (Catch Me If You Can, 2002)
- Raport mniejszości (Minority Report, 2002)
- Wehikuł czasu (The Time Machine, 2002)
- The Ring (2002)
- Droga do zatracenia (Road to Perdition, 2002)
- Smoking (The Tuxedo, 2002)
- Życie i cała reszta (Anything Else, 2003)
- Niepokonany Seabiscuit (Seabiscuit, 2003)
- Old School: Niezaliczona (2003)
- Zapłata (Paycheck, 2003)
- Aktorzy (The Actors, 2003)
- Przywódca – zwariowana kampania prezydencka (Head of State, 2003)
- Dom z piasku i mgły (House of Sand and Fog, 2003)
- Pokonaj najszybszego (Biker Boyz, 2003)
- Kot (The Cat in the Hat, 2003)
- Zawiść (film) (2004)
- The Assumption (2004)
- Eurotrip (2004)
- Legenda telewizji (2004)
- Żony ze Stepford (The Stepford Wives, 2004)
- Poznaj moich rodziców (Meet the Fockers, 2004)
- Przetrwać święta (Surviving Christmas, 2004)
- Terminal (The Terminal, 2004)
- Lemony Snicket: Seria niefortunnych zdarzeń (Lemony Snicket’s A Series of Unfortunate Events, 2004)
- Tusker (2004)
- Wygraj randkę (Win a Date with Tad Hamilton!, 2004)
- Zakładnik (The Collateral, 2004)
- Fatal Frame: The Movie (2004)
- Why Can’t I Be Audrey Hepburn (2005)
- Aleksander (2005)
- Wojna światów (War of the Worlds, 2005)
- Monachium (Munich, 2005)
- Appearances (2005)
- Back Roads (2005)
- Hammer Down (2005)
- The Hands of Shang-Chi (2005)
- Killing Pablo (2005)
- Magick (2005)
- The Ring 2 (The Ring Two, 2005)
- Wyznania gejszy (2005)
- Talizman (The Talisman, 2005)
- Tortoise vs. Hare (2005)
- Wyspa (2005)
- Norbit (2007)
- Transformers (The Transformers, 2007)
- Dziewczyna moich koszmarów (2007)
- Sweeney Todd: demoniczny golibroda z Fleet Street (2007)
- Nostalgia anioła (2009)
- Solista (2009)
- Nieproszeni goście (2009)
- Transformers: Zemsta upadłych (2009)
- Stary, kocham cię (2009)
- Hotel dla psów (2009)
- Przygody Małego Robaczka (2009)
- Amerykańska opowieść (An American Tail, 2010)
- Dziewczyna z ekstraklasy (2010)
- Amerykańska opowieść. Fievel jedzie na Zachód (2011)
- Jestem numerem cztery (I Am Number Four, 2011)
- Postrach nocy (Fright Night, 2011)
- Kowboje i obcy (2011)
- Giganci ze stali (2011)
- Czas wojny (2012)
- Amerykańska opowieść. Skarb wyspy Manhattan (2012)
- Amerykańska opowieść. Tajemnica potwora z Manhattanu (2013)
- Amerykańska opowieść. Wakacje Szaleją (2014)
- Służące  (2011)
- Lincoln  (2013)
- Need for Speed (2014)
- Proces Siódemki z Chicago (2020)
- Kontrola bezpieczeństwa (film) (2024)
- Jak wytresować smoka (film 2025)(wersja aktorstka)

### Filmy animowane
|    | Filmy | Filmy                                          | Filmy                                       | Filmy                | Filmy                | Filmy               |
| Nr | Rok   | Tytuł USA                                      | Tytuł POL                                   | Data premiery USA    | Data premiery POL    | Dystrybucja         |
| -- | ----- | ---------------------------------------------- | ------------------------------------------- | -------------------- | -------------------- | ------------------- |
| 1  | 1998  | Antz                                           | Mrówka Z                                    | 19 września 1998     | 13 listopada 1998    | DreamWorks Pictures |
| 2  | 1998  | Prince of Egypt                                | Książę Egiptu                               | 18 grudnia 1998      | 18 grudnia 1998      | DreamWorks Pictures |
| 3  | 2000  | The Road to El Dorado                          | Droga do El Dorado                          | 31 marca 2000        | 22 września 2000     | DreamWorks Pictures |
| 4  | 2000  | Chicken Run                                    | Uciekające kurczaki                         | 21 czerwca 2000      | 20 października 2000 | DreamWorks Pictures |
| 5  | 2000  | Joseph: King of Dreams                         | Józef – władca snów                         | 7 listopada 2000     | 27 października 2000 | DreamWorks Pictures |
| 6  | 2001  | Shrek                                          | Shrek                                       | 22 kwietnia 2001     | 13 lipca 2001        | DreamWorks Pictures |
| 7  | 2002  | Spirit: Stallion of the Cimarron               | Mustang z Dzikiej Doliny                    | 18 maja 2002         | 18 października 2002 | DreamWorks Pictures |
| 8  | 2003  | Sinbad: Legend of the Seven Seas               | Sindbad: Legenda siedmiu mórz               | 2 lipca 2003         | 22 sierpnia 2003     | DreamWorks Pictures |
| 9  | 2004  | Shrek 2                                        | Shrek 2                                     | 21 maja 2004         | 2 lipca 2004         | DreamWorks Pictures |
| 10 | 2004  | Shark Tale                                     | Rybki z ferajny                             | 10 września 2004     | 15 października 2004 | DreamWorks Pictures |
| 11 | 2005  | Madagascar                                     | Madagaskar                                  | 27 maja 2005         | 1 lipca 2005         | DreamWorks Pictures |
| 12 | 2005  | Wallace & Gromit: The Curse of the Were-Rabbit | Wallace i Gromit: Klątwa królika            | 4 września 2005      | 14 października 2005 | DreamWorks Pictures |
| 13 | 2006  | Over the Hedge                                 | Skok przez płot                             | 19 maja 2006         | 7 lipca 2006         | Paramount Pictures  |
| 14 | 2006  | Flushed Away                                   | Wpuszczony w kanał                          | 22 października 2006 | 1 grudnia 2006       | Paramount Pictures  |
| 15 | 2007  | Shrek the Third                                | Shrek Trzeci                                | 6 maja 2007          | 29 czerwca 2007      | Paramount Pictures  |
| 16 | 2007  | Bee Movie                                      | Film o pszczołach                           | 28 października 2007 | 16 listopada 2007    | Paramount Pictures  |
| 17 | 2008  | Kung Fu Panda                                  | Kung Fu Panda                               | 6 czerwca 2008       | 4 lipca 2008         | Paramount Pictures  |
| 18 | 2008  | Madagascar 2: Escape Africa                    | Madagaskar 2                                | 7 listopada 2008     | 1 stycznia 2009      | Paramount Pictures  |
| 19 | 2009  | Monsters vs. Aliens                            | Potwory kontra Obcy                         | 27 marca 2009        | 29 maja 2009         | Paramount Pictures  |
| 20 | 2010  | How to Train Your Dragon                       | Jak wytresować smoka                        | 18 marca 2010        | 9 kwietnia 2010      | Paramount Pictures  |
| 21 | 2010  | Shrek Forever After                            | Shrek Forever                               | 21 maja 2010         | 9 lipca 2010         | Paramount Pictures  |
| 22 | 2010  | Megamind                                       | Megamocny                                   | 28 października 2010 | 6 stycznia 2011      | Paramount Pictures  |
| 23 | 2011  | Kung Fu Panda 2                                | Kung Fu Panda 2                             | 26 maja 2011         | 27 maja 2011         | Paramount Pictures  |
| 24 | 2011  | Puss in Boots                                  | Kot w butach                                | 4 listopada 2011     | 5 stycznia 2012      | Paramount Pictures  |
| 25 | 2012  | Madagascar 3: Europe’s Most Wanted             | Madagaskar 3                                | 8 czerwca 2012       | 3 sierpnia 2012      | Paramount Pictures  |
| 26 | 2012  | Rise of the Guardians                          | Strażnicy marzeń                            | 10 października 2012 | 4 stycznia 2013      | Paramount Pictures  |
| 27 | 2013  | The Croods                                     | Krudowie                                    | 15 lutego 2013       | 5 kwietnia 2013      | 20th Century Fox    |
| 28 | 2013  | Turbo                                          | Turbo                                       | 17 lipca 2013        | 27 września 2013     | 20th Century Fox    |
| 29 | 2014  | Mr. Peabody & Sherman                          | Pan Peabody i Sherman                       | 21 lutego 2014       | 7 marca 2014         | 20th Century Fox    |
| 30 | 2014  | How to Train Your Dragon 2                     | Jak wytresować smoka 2                      | 16 maja 2014         | 20 czerwca 2014      | 20th Century Fox    |
| 31 | 2014  | Penguins of Madagascar                         | Pingwiny z Madagaskaru                      | 26 listopada 2014    | 30 stycznia 2015     | 20th Century Fox    |
| 32 | 2015  | Home                                           | Dom                                         | 19 marca 2015        | 10 kwietnia 2015     | 20th Century Fox    |
| 33 | 2016  | Kung Fu Panda 3                                | Kung Fu Panda 3                             | 29 stycznia 2016     | 1 kwietnia 2016      | 20th Century Fox    |
| 34 | 2016  | Trolls                                         | Trolle                                      | 4 listopada 2016     | 4 listopada 2016     | 20th Century Fox    |
| 35 | 2017  | The Boss Baby                                  | Dzieciak rządzi                             | 10 marca 2017        | 21 kwietnia 2017     | 20th Century Fox    |
| 36 | 2017  | Captain Underpants: The First Epic Movie       | Kapitan Majtas: Pierwszy wielki film        | 21 maja 2017         | 21 lipca 2017        | 20th Century Fox    |
| 37 | 2019  | How to Train Your Dragon: The Hidden World     | Jak wytresować smoka 3                      | 1 marca 2019         | 15 lutego 2019       | Universal Pictures  |
| 38 | 2019  | Abominable                                     | O Yeti!                                     | 27 września 2019     | 11 października 2019 | Universal Pictures  |
| 39 | 2020  | Trolls World Tour                              | Trolle 2                                    | 10 kwietnia 2020     | 2 października 2020  | Universal Pictures  |
| 40 | 2020  | The Croods: A New Age                          | Krudowie 2: Nowa era                        | 25 listopada 2020    | 28 maja 2021         | Universal Pictures  |
| 41 | 2021  | Spirit Untamed                                 | Mustang z Dzikiej Doliny: Droga do wolności | 4 czerwca 2021       | 2 lipca 2021         | Universal Pictures  |
| 42 | 2021  | The Boss Baby: Family Business                 | Rodzinka rządzi                             | 17 września 2021     | 1 października 2021  | Universal Pictures  |
| 43 | 2022  | The Bad Guys                                   | Pan Wilk i Spółka                           | 22 kwietnia 2022     | 27 maja 2022         | Universal Pictures  |
| 44 | 2022  | Puss in Boots: The Last Wish                   | Kot w butach: Ostatnie życzenie             | 21 grudnia 2022      | 6 stycznia 2023      | Universal Pictures  |
| 45 | 2023  | Ruby Gillman, Teenage Kraken                   | Miss Kraken. Ruby Gillman                   | 30 czerwca 2023      | 30 czerwca 2023      | Universal Pictures  |
| 46 | 2023  | Trolls Band Together                           | Trolle 3                                    | 1 grudnia 2023       | 1 grudnia 2023       | Universal Pictures  |
| 47 | 2024  | Orion and the Dark                             | Orion i Ciemność                            | 2 lutego 2024        | 2 lutego 2024        | Universal Pictures  |
| 48 | 2024  | Kung Fu Panda 4                                | Kung Fu Panda 4                             | 8 marca 2024         | 8 marca 2024         | Universal Pictures  |
| 49 | 2024  | The Wild Robot                                 | Dziki Robot                                 | 20 września 2024     | 11 października 2024 | Universal Pictures  |
| 50 | 2024  | Dog Man                                        | Dog Man                                     | 31 stycznia 2025     | 24 lutego 2025       | Universal Pictures  |
| 51 | 2025  | The Bad Guys 2                                 | Pan Wilk i spółka 2                         | 17 lipca 2025        | 1 sierpnia 2025      | Universal Pictures  |

### Seriale telewizyjne

#### Animowane
- Toonsylvania (1998)
- Przybysz z gwiazd (1998)
- Alienators: Evolution Continues (2001)
- Neighbors from Hell (2010, współprodukcja z 20th Century Fox Television)
- Father of the Pride  (2004–2005)
- Pingwiny z Madagaskaru (koprodukcja z Nickelodeon) (2008-2012)
- Kung Fu Panda: Legenda o niezwykłości (koprodukcja z Nickelodeon) (2011-2014)
- Jeźdźcy smoków (2012-2018)
- Potwory kontra Obcy (2013–2014)
- Turbo (od 2013)
- Niech żyje król Julian (2014–2017)
- Przygody Kota w butach (2015–2018)
- Pan Peabody i Sherman Show (od 2016)
- Krudowie – u zarania dziejów (od 2016)
- Przygody Rocky’ego i Łosia Superktosia (od 2018)
- Koci domek Gabi (od 2021)

### Odcinki specjalne
- Shrek 3-D (2003)
- Pada Shrek (2007)
- Kung Fu Panda: Sekrety Potężnej Piątki (2008)
- Madagwiazdka (2009)
- Potwory kontra Obcy: Dynie-mutanty z kosmosu (2009)
- Shrek ma wielkie oczy (2010)
- Święta, święta i Po (2010)
- Legend of the Boneknapper (2010)
- Book of Dragons (2010)
- Gift of the Night Fury (2011)
- Dawn of the Dragon Races (2014)
- Jak Wytresować Smoka Powrót do domu (2019)

### Dystrybucja
DreamWorks Pictures
- Touchstone Pictures (2011–2016) – umowa, która obejmuje 30 najbliższych filmów DreamWorks, przewiduje, iż obrazy te będą sygnowane równocześnie markami DreamWorks (jako producenta) i Touchstone Pictures (jako dystrybutora). Pierwszą produkcją spod obydwu marek jest produkcja Michaela Baya i Stevena Spielberga pt. Jestem numerem cztery z 2011 roku.

DreamWorks Animation
- DreamWorks Pictures (1998–2005)
- Paramount Pictures (2006–2012)
- 20th Century Fox (2013–2017)
- Universal Pictures (od 2019)

### Gry
Pod koniec lat dziewięćdziesiątych firma DreamWorks Interactive (w 2000 roku oddział kupiony przez Electronic Arts, Inc.) tworzyła również gry komputerowe, takie jak:
- Neverhood (1996)
- Skullmonkeys (1998)
- BoomBots (1999)
- Medal of Honor (1999)

## Specjalnie dla telewizji
- The Hatching of Chicken Run (Wylęganie się „Uciekających kurczaków”, 2000)
- Gladiator Games: The Roman Bloodsport (Walki gladiatorów – krwawy sport Rzymian, 2000)
- We Stand Alone Together (Zostaniemy razem sami, 2001)
- What Lies Beneath: Constructing the Perfect Thriller („Co kryje prawda?” – tworzenie doskonałego thrillera, 2001)
- Woody Allen: Życie w filmie (Woody Allen: A Life in Film, 2002)